# Bandar-e Torkaman
Bandar-e Torkaman (persisch بندر تركمن, übersetzt Hafen der Turkmenen) ist eine Hafenstadt im Iran in der Provinz Golestan am Kaspischen Meer.

## Geografische Lage
Bandar-e Torkaman hat knapp 50.000 Einwohner und hieß bis zur Islamischen Revolution 1979 Bandar-e Schah.
Von hier aus erreicht man die etwa drei Kilometer nordwestlich im Kaspischen Meer gelegene Insel Aschūradeh.

## Verkehr

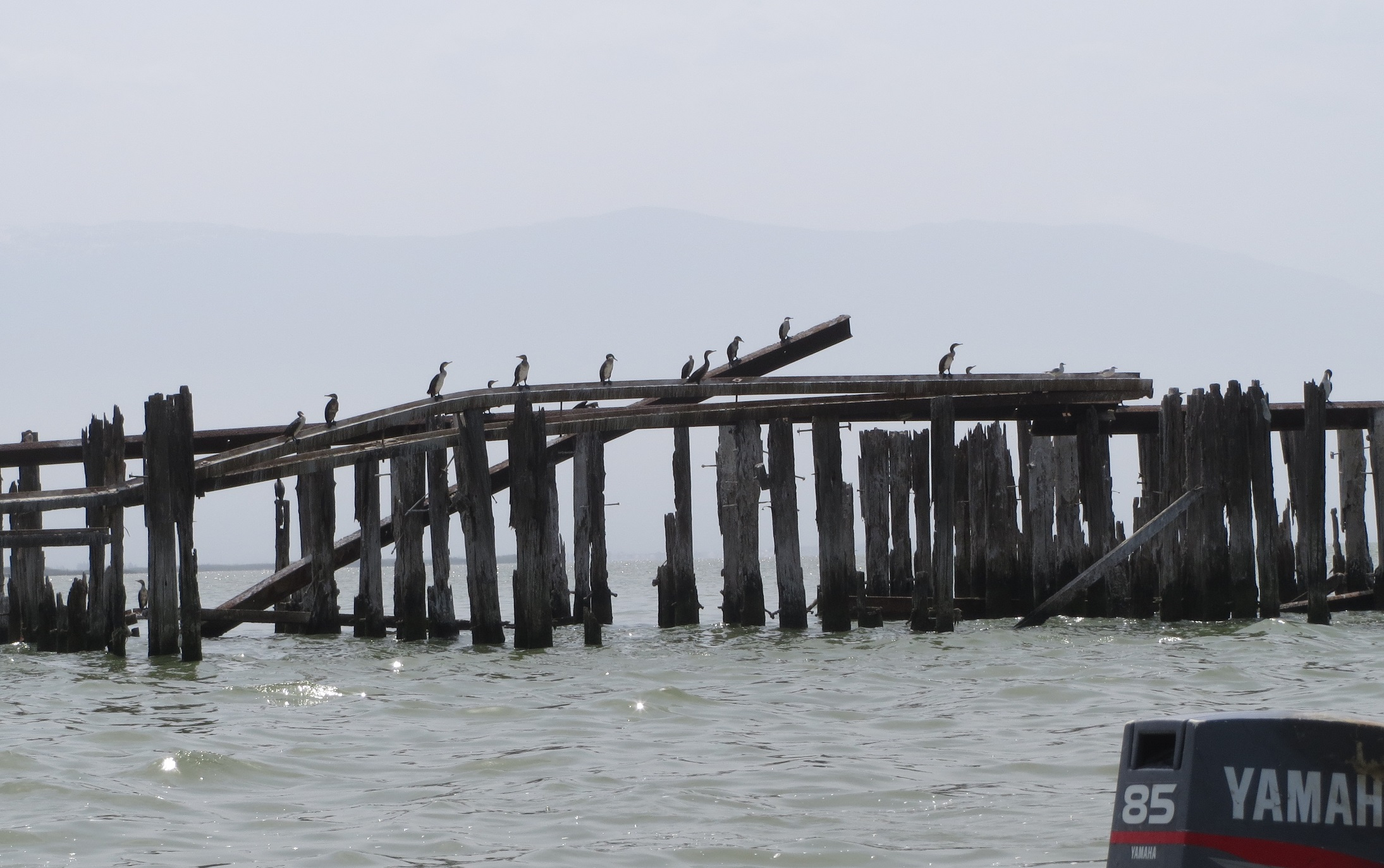
Reste der Verladebrücke aus dem Zweiten Weltkrieg

Seit 1931 hatte die Stadt Anschluss an die Eisenbahn, seit 1938 war sie der nördliche Endpunkt der Transiranischen Eisenbahn, die von hier 1960 um 36 km nach Gorgan verlängert wurde. Bandar-e Schah war im Zweiten Weltkrieg ein bedeutender Umschlagpunkt für den US-amerikanischen Nachschub für die Sowjetunion vom Persischen Golf her, der per Bahn ankam und hier auf Frachter verladen wurde.